# Tetracladium furcatum
Tetracladium furcatum är en svampart som beskrevs av Descals 1983. Tetracladium furcatum ingår i släktet Tetracladium, ordningen disksvampar, klassen Leotiomycetes, divisionen sporsäcksvampar och riket svampar.   Inga underarter finns listade i Catalogue of Life.